# Prevención de la delincuencia mediante el urbanismo

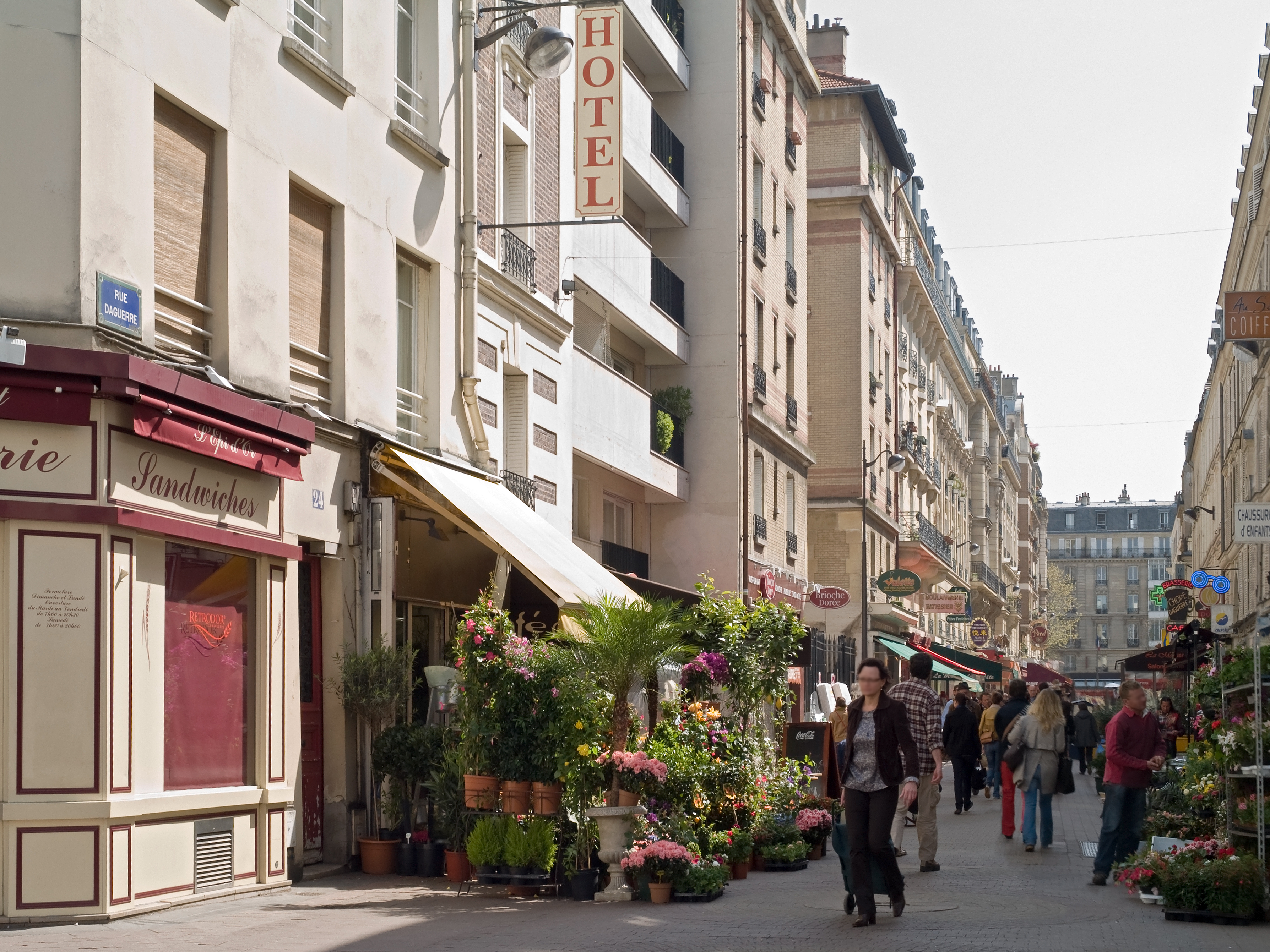
Calle concurrida (rue Daguerre en París). De acuerdo con la prevención de la delincuencia mediante el urbanismo, cuanto más transitada está una calle, más difícil es que en ella se cometan delitos.

La prevención de la delincuencia mediante el urbanismo (CPTED por sus siglas en inglés) es un planteamiento multidisciplinar para disuadir a los delincuentes mediante el diseño del entorno urbano. Las estrategias CPTED se basan en la capacidad de influir en decisiones de la persona que está considerando delinquir. En general la CPTED se aplica mayormente al entorno urbanizado, alterando —con el objetivo de disuadir a los delincuentes—el diseño físico de las comunidades en que las personas residen y se reúnen. Los principios del diseño CPTED afectan a elementos del entorno construido desde los pequeños (como el uso estratégico de arbustos y otra vegetación) a los grandes principios rectores, como la forma de construir un barrio entero o el favorecer que la calle se pueda observar desde las viviendas ("ojos en la calle"). La CPTED también se conoce como "prevención situacional".

## Estrategias para el entorno construido
Las estrategias CPTED dependen de la capacidad de influir en la decisión de la persona que está considerando si comete o no un delito. La investigación del comportamiento delincuencial muestra que esta decisión está más influida por el riesgo percibido de ser o no ser atrapado que por el beneficio esperado o la facilidad de entrada en el recinto. La certidumbre de ser cogido es lo que más disuade a los delincuentes, no la severidad del castigo, de modo que aumentando la probabilidad de capturar al delincuente se reducirá el delito. Basándose en esta investigación, las estrategias CPTED subrayan el aumento del riesgo percibido de detención y aprehensión. 
De acuerdo con las extendidas aplicaciones de las directrices (1971-1980) para un espacio defendible, hacia 2004 la mayoría de las aplicaciones de la CPTED se basan solamente en la teoría que un diseño adecuado y un uso eficaz del urbanismo pueden reducir el delito y el miedo al delito, mejorando así la calidad de vida. Este diseño adecuado busca disuadir a los delincuentes actuando sobre el entorno en el que se cometerían los delitos. De acuerdo con Moffat los 6 conceptos principales son territorialidad, vigilancia, control de accesos, aspecto (cuidado o descuidado), apoyo a las actividades y complicación de los posibles objetivos. Aplicar estos conceptos es clave cuando se intenta prevenir el delito en cualquier vecindad, tanto si hay mucha delincuencia como si no.
La vigilancia natural y las estrategias de control de acceso limitan las oportunidades de delinquir. El refuerzo territorial promueve el control social a través de múltiples medidas. El aspecto y el apoyo a las actividades confortan a la comunidad y le proporcionan la capacidad de frenar el delito por sí sola. Complicar los objetivos al posible delincuente redondea las técnicas anteriores para disuadir del delito en un paso final. 

### Vigilancia natural
La vigilancia natural incrementa el riesgo percibido por el delincuente potencial al hacerlo más visible para las personas honradas. Se produce una vigilancia natural si se diseña el emplazamiento de elementos físicos, las actividades y el discurrir de peatones y vehículos de manera tal que se maximice la visibilidad del espacio y sus usuarios, fomentando las interacciones sociales positivas entre los usuarios legítimos de los espacios públicos y privados. Los delincuentes potenciales se sienten observados y por ello, inherentemente, perciben un incremento en el riesgo de delinquir. Este incremento es todavía mayor si faltan rutas de escape viables y a cubierto. Algunas disposiciones que facilitan esta vigilancia natural son:
- Diseñar las calles para incrementar el tráfico peatonal y ciclista.
- Colocar ventanas que den a aceras y aparcamientos.
- Dejar abiertas las persianas y las contraventanas.
- Utilizar el tráfico de paso como elemento de vigilancia.
- Diseñar el paisaje para facilitar la visión y minimizar los lugares donde se pueda ocultar una persona, especialmente en los puntos de entrada previstos y los que pudieran utilizarse para una entrada indebida.
- De todas las vallas adecuadas para una situación, utilizar las más bajas y que menos limiten la visión.
- Emplear vestíbulos transparentes en las entradas de los edificios.
- Para la iluminación, evitar las luces mal colocadas que crean puntos ciegos para los observadores u omiten áreas críticas. Asegurarse de que las zonas potencialmente problemáticas están bien iluminadas: senderos, escaleras, entradas, salidas, aparcamientos, teléfonos públicos, cajeros automáticos, buzones, paradas de autobús, áreas infantiles, áreas recreativas, piscinas, lavanderías, áreas de almacenamiento, lugares de reciclado o depósito de basuras, etc.
- Evitar iluminación de seguridad demasiado brillante que pueda resultar cegadora en unas zonas y arrojar sombras densas en otras, dificultando la tarea a observadores potenciales. Los ojos se adaptan a la oscuridad y encuentran difícil manejar disparidades drásticas de iluminación. Usar iluminación de menor intensidad a menudo requiere aumentar el número de luminarias.
- Utilizar luminarias apantalladas o indirectas para controlar los brillos.
- Iluminar las vías peatonales a las alturas adecuadas para que se vean las caras de las personas (y así identificar a los posibles delincuentes).
- Utilizar calles curvas con múltiples puntos de vista desde múltiples entradas a las viviendas, dificultando así además una posible vía de escape.

La vigilancia natural puede complementarse con medidas mecánicas y organizativas. Por ejemplo, pueden añadirse cámaras en las zonas que no es posible vigilar desde ventanas.

### Control natural de los accesos
Este control limita las oportunidades de delinquir tomando medidas para diferenciar los espacios públicos de los privados. Consiste en emplazar de manera específica entradas, salidas, vallas, iluminación y vegetación:
- Utilizar un único punto de entrada, claramente identificable.
- Utilizar estructuras para conducir a las personas a las áreas de recepción.
- Diseñar los baños públicos con entradas acodadas (en vez de entradas directas o de antecámaras). Esto evita la sensación de aislamiento de los sistemas de doble puerta.
- Plantar arbustos espinosos bajo las ventanas bajas. Cultivar plantas espinosas rastreras o trepadoras junto a las vallas para desanimar a posibles intrusos.
- Eliminar los diseños que proporcionan acceso a las viviendas a través del tejado o niveles superiores.
- En el patio delantero, emplear, a lo largo de los límites de la propiedad, vallas de estacas que lleguen a la altura de la cintura, para controlar el acceso y facilitar la vigilancia.
- Colocar una puerta que se pueda cerrar entre los patios delantero y trasero.
- Para limitar los patios laterales y traseros utilizar vallas abiertas que lleguen a la altura del hombro. La vegetación que se emplee no debería estorbar la interacción social con los vecinos.
- Para separar un patio trasero de una vía pública emplear vallas altas, cerradas y sólidas, en vez de muros que bloqueen la visión desde todos los ángulos.

El control natural de los accesos se usa para complementar medidas de control de accesos mecánicas y operativas, como el refuerzo de la seguridad pasiva.

### Refuerzo natural del territorio
Este refuerzo fomenta el control social a través de una mejor definición del espacio y concienciación de los propietarios. Un entorno diseñado para delimitar claramente los espacios privados consigue 2 cosas. Primera, crea un sentimiento de propiedad. Los propietarios tienen un interés para enfrentarse a los intrusos o informar de su presencia a la policía. Segundo, la sensación de que el espacio les pertenece crea un ambiente donde los "extraños" o "intrusos" se distinguen y pueden identificarse más fácilmente. 
Dicho refuerzo se logra utilizando edificios, vallas, solados, señales, iluminación y plantas para expresar la propiedad y definir espacios públicos, semipúblicos y privados, de las formas siguientes:
- Mantener cuidados todos los elementos del entorno (plantas, vallas, luminarias, etc.) para transmitir que el espacio está ocupado por una presencia activa y alerta.
- Plantar árboles en las zonas residenciales. La investigación demuestra que, contrariamente a la visión tradicional de los agentes de la ley, los espacios residenciales al aire libre con árboles se consideran más atractivos, seguros y utilizables que los mismos espacios desprovistos de árboles.
- Restringir las actividades privadas a los espacios privados.
- Poner en los puntos de acceso carteles que indiquen que en el entorno se emplean sistemas de seguridad.
- Evitar las vallas altas de red metálica. Evitar también coronar las vallas con alambre de espino, porque eso comunica la ausencia de personas y un riesgo reducido de ser detectado.
- Poner en las áreas comunes elementos como asientos o fuentes que atraigan la presencia de personas.
- Programar actividades en estas zonas comunes.
- Instalar luces con sensores de movimiento en todos los puntos de entrada.

Adicionalmente se pueden conseguir estos objetivos asignando a determinados usuarios los espacios que se encontraban sin asignar.
Las medidas de refuerzo territorial hacen que las personas honradas se sientan seguras y que los potenciales delincuentes perciban un riesgo sustancial de detección o aprehensión. Cuando la gente se enorgullece de lo que posee y toma las medidas adecuadas para proteger sus pertenencias, se disuade el delito, porque se vuelve más difícil. Los delincuentes no quieren dificultades. Si las hay, delinquen menos. Cuanto más difícil sea cometer un delito en una zona determinada, menos delitos se cometerán. 

### Otros elementos de la CPTED
El mantenimiento y el apoyo a las actividades son aspectos de la CPTED que se han mencionado anteriormente, pero que a menudo se tratan separadamente porque no afectan a elementos físicos.

#### Mantenimiento
El mantenimiento es una forma de expresar la propiedad. El deterioro indica menos control por los usuarios de un lugar y una mayor tolerancia al desorden. La Teoría de las ventanas rotas es una herramienta valiosa para comprender la importancia del mantenimiento en la disuasión del delito. Los partidarios de esta teoría apoyan la tolerancia cero, sosteniendo que una ventana rota incitará a los gamberros a romper más. Cuanto antes se arregle esa ventana rota, menos probable es que se rompan otras intencionadamente. El vandalismo se ajusta también a esta teoría: cuanto antes se borre una pintada, menos probable es que se hagan otras porque, para que nadie la vea, no merece la pena correr el riesgo de hacerla. Dar una imagen positiva de la comunidad muestra un sentimiento de orgullo y autoestima que nadie puede quitar a los propietarios.

#### Apoyo a las actividades
Este apoyo aumenta el uso del entorno para actividades seguras, con lo que se facilita la detección de actividades ilegales o indeseadas. La vigilancia natural por los que realizan las actividades seguras no es intencionada y no hay planes específicos para que busquen actividades indebidas. Si se ponen carteles como «Precaución: niños jugando» y otros que indiquen las actividades permitidas, los vecinos se involucrarán más en lo que ocurre a su alrededor. Serán más conscientes de quién está, de quién se supone que no debería estar y de lo que parece sospechoso comparado con la cotidianidad habitual. 

## Historia de la CPTED
El término "prevención de la delincuencia mediante el urbanismo" fue originalmente acuñado y formulado por el criminólogo C. Ray Jeffery. Un planteamiento más limitado, denominado espacio defendible, fue desarrollado al mismo tiempo por el arquitecto Oscar Newman. Ambos se apoyaron en el trabajo previo de Elizabeth Madera, Jane Jacobs y Schlomo Angel.  El libro de Jeffery, "Prevención de la delincuencia mediante el diseño del entorno" se publicó en 1971, pero su trabajo no se tuvo en cuenta durante la década que comenzó ese año. Por su parte el libro de Newman, "Espacio defendible: prevención de la delincuencia mediante el diseño urbano" se publicó en 1972. Sus principios fueron ampliamente adoptados pero con éxitos y fracasos. El planteamiento de espacio defendible fue posteriormente revisado con ideas basadas en la CPTED.  Newman representó esto como CPTED y reconoció a Jeffery como padre del término. El espacio defendible de  Newman  así mejorado tuvo mucho éxito y resultó en una reconsideración del trabajo de Jeffery, quien además continuó ampliando los aspectos multidisciplinares del planteamiento. Fue publicando estos avances hasta 1990. El modelo de Jeffery es más amplio que el Newman, que se limita al entorno construido. Posteriormente se desarrollaron otros modelos de CPTED basados en el de Newman. De ellos el más popular es el del criminólogo Tim Crowe.
Hacia 2004 generalmente se entendía la CPTED como estrictamente referida a los modelos Newman/Crowe, con el modelo Jeffery empleado más bien como un planteamiento multidisciplinar de prevención de la delincuencia que incorporaba la biología y la psicología, situación que incluso el propio Jeffery aceptó. (Robinson, 1996). Una revisión de la CPTED, iniciada en 1997 y denomina CPTED de segunda generación, adapta la CPTED a la individualidad del infractor, indicación suplementaria de que el trabajo de Jeffery ya no se considera generalmente una parte de la CPTED. En 2012 Woodbridge introdujo y desarrolló la CPTED para cárceles. Demostró que fallos de diseño permiten a los delincuentes continuar delinquiendo.

### 1961-1970
En esta década Elizabeth Madera desarrolló directrices para abordar temas de seguridad ciudadana mientras trabajaba con la Autoridad de Alojamiento del Chicago, poniendo énfasis en características del diseño que favorecían la vigilancia natural del entorno. Sus directrices nunca se aplicaron, pero sí generaron las ideas nuevas que llevaron a la CPTED.
El libro de Jane Jacobs Vida y muerte de las grandes ciudades norteamericanas (1961) argumentaba que la vitalidad y la diversidad urbanas estaban siendo destruidas por los urbanistas y sus planes de renovación urbana. Desafiaba así los axiomas de la planificación urbana de la época: que los barrios debían estar aislados los unos de los otros; que una calle vacía es más segura que otra llena; y que el coche representa un progreso sobre el peatón. Jacobs fue editora de la revista Foro Arquitectónico de 1952 a 1964. No había recibido formación específica sobre urbanismo, pero su trabajo surgió como el fundamento de una manera nueva de ver las ciudades. Presentía que la forma en que se estaban diseñando las ciudades incapacitaba a sus habitantes para autorregirse. Señaló que las formas nuevas de diseño urbano estropeaban muchos de los controles tradicionales del comportamiento delincuencial, por ejemplo, la capacidad de los residentes para observar la calle y la presencia de gente que utilizara la calle tanto de día como de noche. Jacobs sugierió que la carencia de "vigilancia natural" en el entorno favorecía el delito. Desarrolló la idea de que los delitos aumentan cuando las personas no interaccionan con sus vecinos, o solo lo hacen superficialmente. En Vida y muerte..., Jacobs definió los 3 atributos necesarios para hacer  segura una calle: demarcación clara de los espacios públicos y privados; diversidad de usos; y muchos peatones en las aceras.
Schlomo Angel fue un pionero de la CPTED que tuvo de profesor al notable urbanista Christopher Alexander. La tesis doctoral de Angel, Desalentando el delito mediante el urbanismo, (1968) era un estudio del delito callejero en Oakland (California). En esta tesis afirma «El entorno físico puede ejercer una influencia directa sobre los marcos del delito al delinear los territorios, reducir o aumentar la accesibilidad mediante la creación o eliminación de fronteras y redes de circulación, y al facilitar la vigilancia por la ciudadanía y la policía.» Asegura también que el delito era inversamente proporcional al nivel de actividad en la calle, y que la zona comercial de la ciudad era particularmente vulnerable al delito porque  reducía la actividad, facilitando que un individuo cometiera delitos callejeros.  Angel desarrolló y publicó conceptos CPTED en 1970 en trabajos apoyados y ampliamente distribuidos por el Departamento de Justicia de los Estados Unidos (Luedtke, 1970).

### 1971-1980
C. Ray Jeffery, un criminólogo de la Universidad de Florida, empezó a usar el término "prevención de la delincuencia mediante el urbanismo" (CPTED por sus siglas en inglés). La denominación ganó adeptos tras la publicación en 1971 de su libro con ese título.
La obra de Jeffery se basaba en los preceptos de la psicología experimental contenidos en la teoría moderna del aprendizaje (Jeffery and Zahm, 1993:329). El concepto que Jeffery tenía de la CPTED surgió de sus experiencias con un proyecto de rehabilitación arquitectónica en Washington D. C., que intentaba controlar el entorno escolar de los jóvenes de la zona. Profundamente enraizado en la teoría del aprendizaje de Burrhus Frederic Skinner, el planteamiento CPTED de Jeffery subrayaba el papel del entorno en el desarrollo de experiencias placenteras y dolorosas para el infractor que podrían alterar los resultados de su comportamiento. Su modelo CPTED inicial era de estímulo-respuesta: el organismo aprendía de los castigos y los refuerzos del ambiente. Jeffery «destacó las recompensas materiales... y el uso del entorno para controlar el comportamiento» (Jeffery and Zahm, 1993:330). La idea principal era que si se eliminaban los refuerzos al delito, este no ocurriría. 
Una contribución de este libro de Jeffery que se ha tenido poco en cuenta es la extracción de 4 factores críticos para prevenir delitos que han superado la prueba del tiempo:
1. Los grados en que se puede manipular la oportunidad de que se cometa el delito.
2. La motivación del delincuente.
3. El riesgo para el delincuente si actúa.
4. El historial de la persona que está considerando si cometer o no el delito.

Los 3 primeros son susceptibles de control por la víctima potencial, mientras que el último no lo es.
Por razones que han recibido poca atención, la obra de Jeffery fue desoída durante esta década. La explicación del propio autor es que, en una época en que el mundo quería soluciones prescriptivas de diseño, su obra ofrecía una teoría amplia y la utilizaba para identificar un extenso rango de funciones de prevención del delito que deberían guiar los estándares de diseño y gestión.
Concurrentemente con el trabajo mayormente teórico de Jeffery, a principios de esta década Oscar Newman y George Rand realizaron un estudio empírico  sobre la conexión entre delito y entorno. Como arquitecto, Newman subrayó las características específicas del diseño, en las que no había reparado Jeffery. El libro de Newman Espacio defendible: prevención del delito mediante el urbanismo (1972) contiene un amplio tratamiento del delito relacionado  con la disposición de las viviendas basado en el análisis de datos de delitos de la Agencia de la Vivienda de Nueva York. Este libro cambió la naturaleza de la prevención de la delincuencia y el diseño urbano: a los 2 años de su publicación se asignaron sustanciales fondos federales para estudiar y demostrar los conceptos de "espacio defendible". 
Según lo estableció Newman, un espacio defendible debería contar con 2 componentes: primero, debería permitir a la gente ver y ser vista continuamente. Al final esto disminuye el miedo de los residentes, porque saben que un delincuente potencial puede ser observado, identificado y, consecuentemente, capturado. Segundo, la gente debe intervenir o informar cuando ocurre el delito. Al incrementar la sensación de seguridad en los entornos donde la gente vive y trabaja, este segundo factor anima a las personas a tomar el control de dichas áreas y asumir el papel de propietarias. Cuando las personas se sienten seguras en su vecindad, es más probable que interactúen unas con otras e intervengan cuando se comete el delito. Estos 2 componentes continúan en el núcleo de la mayoría de aplicaciones de la CPTED.
En 1977, la segunda edición del libro de Jeffery amplió su teoría para abarcar un modelo de comportamiento más complejo en el cual los entornos físicos variables, el comportamiento individual de los delincuentes y la conducta de las personas honradas se influyen recíprocamente. Con esto Jeffery sentó las bases de un modelo conductual para predecir los efectos de modificar tanto el entorno externo general como el circunscrito a los delincuentes individuales.

### 1981-1990
En esta década se observó que las prescripciones del espacio defendible eran eficaces unas veces y otras no. Funcionaban mejor en entornos residenciales, especialmente si los residentes eran relativamente libres de responder a pistas para incrementar la interacción social. En cambio, en entornos institucionales y comerciales, solo eran marginalmente eficaces. Como resultado, Newman y otros promovieron la mejora de esta teoría añadiendo características CPTED. Asimismo quitaron importancia a los aspectos menos eficaces del espacio defendible.  Entre las contribuciones al avance de la CPTED en esta década figuran:
- La teoría de las ventanas rotas, postulada por James Q. Wilson y George L. Kelling en 1982, exploraba el impacto que sobre el comportamiento tenía el deterioro visible y el descuido en los barrios. El adecuado mantenimiento de los edificios se añadió como estrategia CPTED a la vigilancia, control de accesos y territorialidad. Esta teoría puede ir mano a mano con la CPTED: las áreas descuidadas o abandonadas atraen el delito. La CPTED añade un sentimiento de orgullo de los propietarios. Si en determinados barrios no hay más "ventanas rotas", el delito seguirá disminuyendo y finalmente desaparecerá.

- Los académicos canadienses Patricia y Paul Brantingham publicaron en 1981 Criminología ambiental. Según los autores, el delito tiene lugar cuando están presentes todos los elementos esenciales: una ley, un delincuente, un objetivo y un lugar. Los llaman «las 4 dimensiones del delito», y su criminología ambiental estudia precisamente la última.

- Los criminólogos británicos Ronald Clark y Patricia Mayhew desarrollaron su "prevención situacional del delito": se trata de reducir la oportunidad de delinquir mejorando el diseño y la gestión del entorno.

- El criminólogo Timothy Crowe desarrolló sus programas de formación en CPTED.

- Criminología: un planteamiento interdisciplinar (1990) fue la aportación final de Jeffery a la CPTED. Su modelo evolucionó hacia asumir que «El entorno nunca influye directamente en el comportamiento, sino solo a través del cerebro. Cualquier modelo de prevención del delito debe incluir tanto el cerebro como el ambiente.» Al basarse el modelo actual de Jeffery en muchos campos, como el conocimiento del cerebro que aporta la moderna neurología, centrarse solo en el entorno externo es inadecuado y desatiende una dimensión completa de la CPTED, esto es, el entorno interno. (Robinson, 1996)

### 1991-2000
El libro Prevención del delito mediante el diseño del entorno (1991), del criminólogo Tim Crowe, proporcionó una base sólida para que la CPTED avanzara durante el resto de esta década. 
De 1994 a 2002, la empresa Sparta Consulting Corporation, dirigida por Severin Sorensen, gestionó con el certificado CPP el mayor programa de formación y asistencia técnica CPTED en viviendas públicas, financiado por el Departamento de Vivienda y Desarrollo Urbano de los Estados Unidos. Durante este período Sorensen trabajó con Ronald V. Clarke y el equipo de Sparta para desarrollar un nuevo currículo CPTED que utilizara la prevención situacional del delito como la base teórica de las medidas CPTED. Este currículo se desarrolló y se formó en él a los actores del entorno de la vivienda social. Posteriormente se hicieron valoraciones de seguimiento CPTED en varias edificaciones. Los proyectos CPTED dirigidos por Sparta mostraron reducciones entre el 17 y el 76 % de los delitos —de la parte I de la estadística UCR del FBI — denunciados, dependiendo del conjunto de medidas CPTED aplicadas en vecindades estadounidenses de alta delincuencia y bajos ingresos.
En 1996 Oscar Newman publicó una actualización de sus trabajos CPTED, titulada Creando un espacio defendible, Instituto para el Análisis del Diseño de Comunidades, Agencia de Investigación sobre Planeamiento y Desarrollo del departamento estadounidense citado en el párrafo anterior. 
En 1997 un artículo de Greg Saville y Gerry Cleveland La segunda generación de CPTED exhortaba a quienes aplicaban estas medidas a tener en cuenta sus orígenes en la ecología social, considerando aspectos psicológicos y sociales más allá del urbanismo.

### 2001-2010
Hacia 2004 los elementos de la CPTED habían alcanzado amplia aceptación internacional debido a intentos para incluirlos en leyes. El término CPTED "entorno" se emplea habitualmente para referirse al entorno externo del lugar. La intención de Jeffery de que se refiriera también al entorno interno del delincuente parece haberse perdido, incluso entre los que promovían, bajo la bandera "CPTED de segunda generación" que la CPTED abarcara también la ecología social y la psicología.

### 2011 en adelante
En 2012 Woodbridge introdujo y desarrolló el concepto de CPTED en el entorno carcelario, un lugar donde los reclusos siguen cometiendo delitos tras haber sido condenados. La comprensión de Jeffery de la mente del delincuente en su estudio de un centro de rehabilitación cuarenta años atrás se usaba ahora para reducir el delito en ese mismo tipo de instalaciones. Woodbridge mostró cómo el diseño de las prisiones permitía que se siguiera delinquiendo, e introdujo cambios para reducir los delitos.

## Eficacia de la CPTED y críticas
Las estrategias CPTED son tanto más eficaces cuantas menos molestias causan a las personas honradas y cuando el diseño CPTED se basa en los esfuerzos combinados de diseñadores ambientales, administradores, activistas y fuerzas del orden. Las estrategias enumeradas no pueden llevarse a cabo sin la ayuda de la comunidad, y hace falta que toda ella se esfuerce en lograr un lugar más seguro donde vivir. Un metaanálisis de iniciativas CPTED de múltiples componentes en los EE. UU. ha hallado que han contribuido a disminuir los robos entre el 30 y el 84 % (Casteel and Peek-Asa, 2000).
En términos de eficacia, un nombre más exacto para la estrategia sería disuasión de la delincuencia mediante el urbanismo. La investigación demuestra que la CPTED no impide literalmente delinquir. La CPTED se basa en cambios en el entorno físico que harán tomar al posible delincuente decisiones conductuales. Estos cambios están diseñados para animar un determinado comportamiento, y por tanto, más que impedir, disuaden. 
Además de que un análisis de costo-efectividad de la CPTED para reducir la delincuencia arroja resultados favorables, la CPTED reduce los costes globales de prevenir los delitos. Reformar un entorno existente para satisfacer los requisitos de la CPTED puede ser caro a veces (si deben abrirse nuevas ventanas, cambiar el lugar a donde dan o modificar los puntos de acceso o los aparcamientos), pero cuando se incorpora la CPTED en la fase de diseño, resulta más barato que los planteamientos tradicionales. Los costes operativos también son a menudo inferiores, porque la iluminación CPTED utiliza significativamente menos energía. Otro atractivo de la CPTED es que reduce la responsabilidad jurídica.

### Estudio Parnaby
Se trata de un estudio canadiense de 2006 en el que se entrevistó a 25 expertos en CPTED. Muchos de los que reciben certificación CPTED son expolicías o exguardias de seguridad. Este análisis de Parnaby cuestiona los principios de la CPTED por sus asunciones algo simplistas. La investigación descubrió que los profesionales CPTED se veían constantemente influidos por la noción de "peligro previsible": si un entorno adolecía de una zona insegura o de fallos identificables que no se arreglaban, esto llevaría inevitablemente al delito. 
- Primeramente los profesionales CPTED ven las causas del delito unidimensionalmente, porque emplean planteamientos de certidumbre ("si se deja abierta una ventana, entrará un ladrón") cuando son más correctos enfoques de probabilidad ("si se deja abierta una ventana, hay mayor peligro de que entre un ladrón"). Piensan así que son los entornos mal diseñados los que causan el delito. La CPTED podría entonces llevar a desatender otras formas de prevención de la delincuencia (como la atención a familias desfavorecidas).
- En segundo lugar pensar así divide a la gente en 2 grupos: delincuentes y ciudadanos responsables. La separación entre gente "buena" y "mala", según Parnaby, probablemente se establece mediante estereotipos sociales basados en lo que la gente piensa de la raza, estatus socioeconómico y género, no definiendo entonces adecuadamente quién o qué es una amenaza auténtica. El resultado es que determinadas personas se ven excluidas de determinados barrios.
- Finalmente, Parnaby aborda las formas en que los profesionales CPTED inducen a sus clientes a ser participantes activos. Hacen parecer que la gestión de riesgos es una responsabilidad moral y cívica del individuo. El problema es que esta opinión se transforme en la de que los gobiernos no tienen los recursos para gestionar completamente el riesgo de delitos, por lo que la seguridad personal también es una responsabilidad individual. Esto puede llevar a la aparición de grupos que se toman la justicia por su mano.[4]

### Críticas a la CPTED
El principal argumento contra la CPTED es que no reduce eficazmente los delitos. Se desconoce, por ejemplo, si los que piensan cometer o están cometiendo un crimen pasional serían disuadidos por una probabilidad mayor de ser observados. También se ha sugerido que las cámaras de vigilancia realizan esencialmente el mismo trabajo en una ciudad que la construcción de espacios comunitarios donde los individuos se sientan observados.
A las medidas CPTED se les ha achacado desentenderse de las causas de la delincuencia y favorecer a escenarios distópicos, como la creación de comunidades cerradas. Sin embargo, prácticamente nadie las defiende como una estrategia preventiva única, sino combinada con otras estrategias, ya sean policiales o sociales.

## La CPTED en Europa
En Europa también tuvieron influencia los enfoques de prevención de la delincuencia mediante la CPTED y recibían el nombre de enfoque situacional, prevención de la delincuencia mediante el espacio urbano y arquitectónico o la reducción de la delincuencia y el miedo a la delincuencia mediante la conservación de las ciudades. En concreto en la versión europea priman más lo valores que se centran en temas sociales y organizativos y van más allá del entorno físico, no obstante, también se aplicaron los principios del CPTED.

### La delincuencia y los bloques de pisos.
En Europa durante los años sesenta y setenta se construyeron una serie de bloques de pisos de subvención pública como el Rennbahnweb en Viena o el Bijmermeer en Ámsterdam. Sin embargo, el auge del pensamiento relacionado con la prevención de la delincuencia mediante el diseño ambiental en Europa hizo que en los años ochenta y noventa del siglo del XX se derrumbarán estos bloques de pisos, con el coste que ello suponía, porque se consideraba que podían contribuir a la aparición de la delincuencia.
Algunas de las razones para que se produjera el derrumbe de estos edificios se basan en las ideas que se recogen en la obra de Alice Coleman llamada "Utopia on trial", también muy relacionada con el pensamiento del espacio defendible de Newman. En esta obra la geógrafa critica los bloques de pisos mediante un juicio ficticio en el que pretende demostrar como este tipo de edificios no son una arquitectura adecuada y que se deberían optar por otras opciones. Coleman basa su caso en un estudio de tres zonas londinenses en las que incluye dos zonas deprimidas del centro y un suburbio y compara el diseño de estos pisos con el de residencias unifamiliares no planificadas antes de la guerra. Asimismo, su obra también contiene seis indicadores de malestar social a los que denomina “descortesía”, grafitis, actos vandálicos, número de hijos a cargo, basuras, orina y excrementos. Su estudio no se centró en la delincuencia, pero recogía las características arquitectónicas de las que hablaba Newman para hacer referencia a la criminalidad y se las atribuía a gran cantidad de las viviendas. Alice Coleman establece que cuanto más grande y accesible era un edificio, más indicadores de malestar social aparecerían, no obstante, concluye que estos factores no explican completamente el malestar social y que por lo tanto se deberían tener en cuenta otras variables. Únicamente afirma que hay una relación entre la cantidad de niños y el grado de malestar de los edificios y sostiene que a mayor cantidad de niños menos notable se hace el efecto del edificio. Coleman también menciona las medidas preventivas que considera que deberían adoptarse, rechaza la construcción de bloques de pisos grandes y aboga por la construcción de viviendas más pequeñas pero espaciosas como las casas adosadas. Con respecto a las posibles críticas que podía recibir en relación con el coste y el espacio, afirma que se trata de mitos y que la razón por la que se construyan bloques de pisos está más relacionada con el deseo de arquitectos y planificadores.